# Philippine-Airlines-Flug 137
Der Philippine-Airlines-Flug 137 war ein Linieninlandsflug der Fluggesellschaft Philippine Airlines von Manila nach Bacolod City. Am 22. März 1998 ereignete sich auf diesem Flug ein schwerer Zwischenfall, als ein Airbus A320-214 (RP-C3222) die Landebahn überschoss und in eine Siedlung raste. Bei dem Unfall wurden drei Menschen getötet und 69 Personen verletzt.

## Flugzeug
Bei dem verunglückten Flugzeug handelte es sich um einen Airbus A320-214, der zum Zeitpunkt des Unfalls neun Monate alt war. Es handelte sich um den 708. Airbus A320 aus laufender Produktion. Die Maschine wurde im Werk von Airbus in Toulouse, Frankreich endmontiert und absolvierte ihren Erstflug mit dem Testkennzeichen F-WWIO am 23. Juni 1997, ehe sie am 21. August 1997 neu an die Philippine Airlines ausgeliefert wurde. Die Maschine wurde mit dem Luftfahrzeugkennzeichen RP-C3222 zugelassen, mit dem sie bis zuletzt in Betrieb blieb. Das zweistrahlige Schmalrumpfflugzeug war mit zwei Triebwerken des Typs CFMI-CFM56-5B4 ausgestattet. Zum Zeitpunkt des Unfalls hatte die Maschine eine kumulierte Betriebsleistung von 1.224 Betriebsstunden bei 1.070 Starts und Landungen absolviert.

## Passagiere und Besatzung
Es befanden sich 124 Passagiere an Bord, außerdem eine sechsköpfige Besatzung, bestehend aus einem Flugkapitän, einem Ersten Offizier und vier Flugbegleiterinnen.

## Unfallhergang
Die Maschine startete um 18:40 Uhr auf dem Flughafen Manila zum Flug zum Bacolod City Domestic Airport. Die Schubumkehr des linken Triebwerks war beim Start defekt. Im Anflug auf Bacolod erhielten die Piloten die Freigabe zur Landung auf Landebahn 04. Der Schubhebel des Triebwerks Nr. 1 wurde in der Steigflugarretierung belassen. Beim Aufsetzen rief der Erste Offizier „keine Spoiler, keine Schubumkehr, keine Verzögerung“. Triebwerk Nr. 2 wurde nach dem Aufsetzen auf vollen Umkehrschub eingestellt, aber der Schubhebel des linken Triebwerks wurde nicht in die Leerlaufstellung geschoben. Folglich wurden die Spoiler nicht aktiviert. Das linke Triebwerk gab wegen der Schubhebelposition Steigflugschub, wodurch eine Schubasymmetrie entstand, durch die die Maschine nach rechts von der Landebahn abkam. Der Umkehrschub des Triebwerks Nr. 2 wurde daraufhin zurückgenommen, wodurch die Maschine wieder auf die Landebahn rollte. Schließlich überschoss sie das Landebahnende, durchstieß die Umzäunung des Flughafens und überflog einen Bach, woraufhin sie in eine Hüttensiedlung schlitterte. Dabei riss sie mehrere Hütten mit, ehe sie zum Stehen kam.

## Opfer
Bei dem Unfall wurden in der Maschine 44 Personen verletzt. In der Hüttensiedlung starben drei Menschen, 25 Personen wurden verletzt.

## Ursache
Als Ursache für den Unfall wurde das Unvermögen des Pilot Flying, den Situationszustand des Flugzeugs unmittelbar nach dem Aufsetzen mit dem Umkehrschub des Triebwerks Nr. 1 richtig einzuschätzen, festgestellt. Dadurch sei ein ungünstiger Flugzustand mit extremer Schubasymmetrie während der Landung entstanden, was zunächst dazu führte, dass die Maschine von der Landebahn abkam, und schließlich, dass sie diese überschoss.
Zu diesem Unfall hatten der offensichtliche Mangel der Besatzung an technischen Systemkenntnissen und die mangelnde Einschätzung der katastrophalen Auswirkungen einer Fehlinterpretation der Bestimmungen und Anforderungen einer Mindestausrüstungsliste (MEL) beigetragen.